# Sénateurs et légats romains
Sénateurs et légats romains est une œuvre du peintre Jean Lemaire réalisée entre 1645 et 1655, et conservée au  musée des beaux-arts de Montréal.

## Histoire
Cette œuvre est un don de Lord Strathcona et de sa famille au musée.

## Sujet et description
Caractéristique des sujets antiques qu'affectionnait Jean Lemaire, ce caprice architectural représente une vue imaginaire rassemblant plusieurs monuments antiques : le Colisée, l'arc de triomphe d'Orange, le portique du Panthéon à Rome, la porte des Lions de la ville de Vérone, le Septizonium, édifice de sept étages de la Rome antique.
À l'avant-plan à droite, la fontaine est reprise de la figure du Nil sur le Capitole, tandis que les ornements de la base copient ceux du Forum de Trajan.
Jean Lemaire, par staffage,  anime cette cité avec des personnages romains, sénateurs et légats.

## Sources
- Notice du musée des beaux-arts de Montréal
- Guide : Musée des beaux-arts de Montréal, Montréal, éd. Musée des beaux-arts de Montréal, 2007, 2e éd. (1re éd. 2003), 342 p. (ISBN 978-2-89192-312-5), p. 128.